# Syhniwka
Syhniwka (ukrainisch Сигнівка; russisch Сигновка/Signowka, polnisch Sygniówka oder Signiówka) ist ein Stadtviertel der westukrainischen Stadt Lemberg (im Rajon Salisnyzja).

## Geschichte
Der Ort entstand etwa 1800 nördlich des Dorfes Sknyliw entlang der Landstraße von Lemberg nach Przemyśl. 24 deutsche Familien aus Böhmen und Mähren wurden dort angesiedelt. In den Jahren 1847–1850 wurde die erste römisch-katholische Kirche erbaut (seit 1991 orthodox).
Im Jahre 1900 hatte die Gemeinde Sygniówka 105 Häuser mit 691 Einwohnern, davon 469 polnischsprachige, 198 deutschsprachige, 19 ruthenischsprachige, 606 römisch-katholische, 29 griechisch-katholische, 43 Juden, 13 anderen Glaubens.
Nach dem Ende des Polnisch-Ukrainischen Kriegs 1919 kam die Gemeinde zu Polen. Im Jahre 1921 hatte sie 313 Häuser mit 2083 Einwohnern, davon 1753 Polen, 211 Ruthenen, 44 Deutschen, 75 Juden (Nationalität), 1550 römisch-katholische, 332 griechisch-katholische, 37 evangelische, 6 anderen Christen, 158 Juden (Religion).
Der Ort wurde am 11. April 1930 zur Stadt eingemeindet.
Seit 1931 war eine weitere römisch-katholische Kirche im Bau, die bis 1939 unfertig blieb. Seit 1991 gehört sie der griechisch-katholischen Kirche.

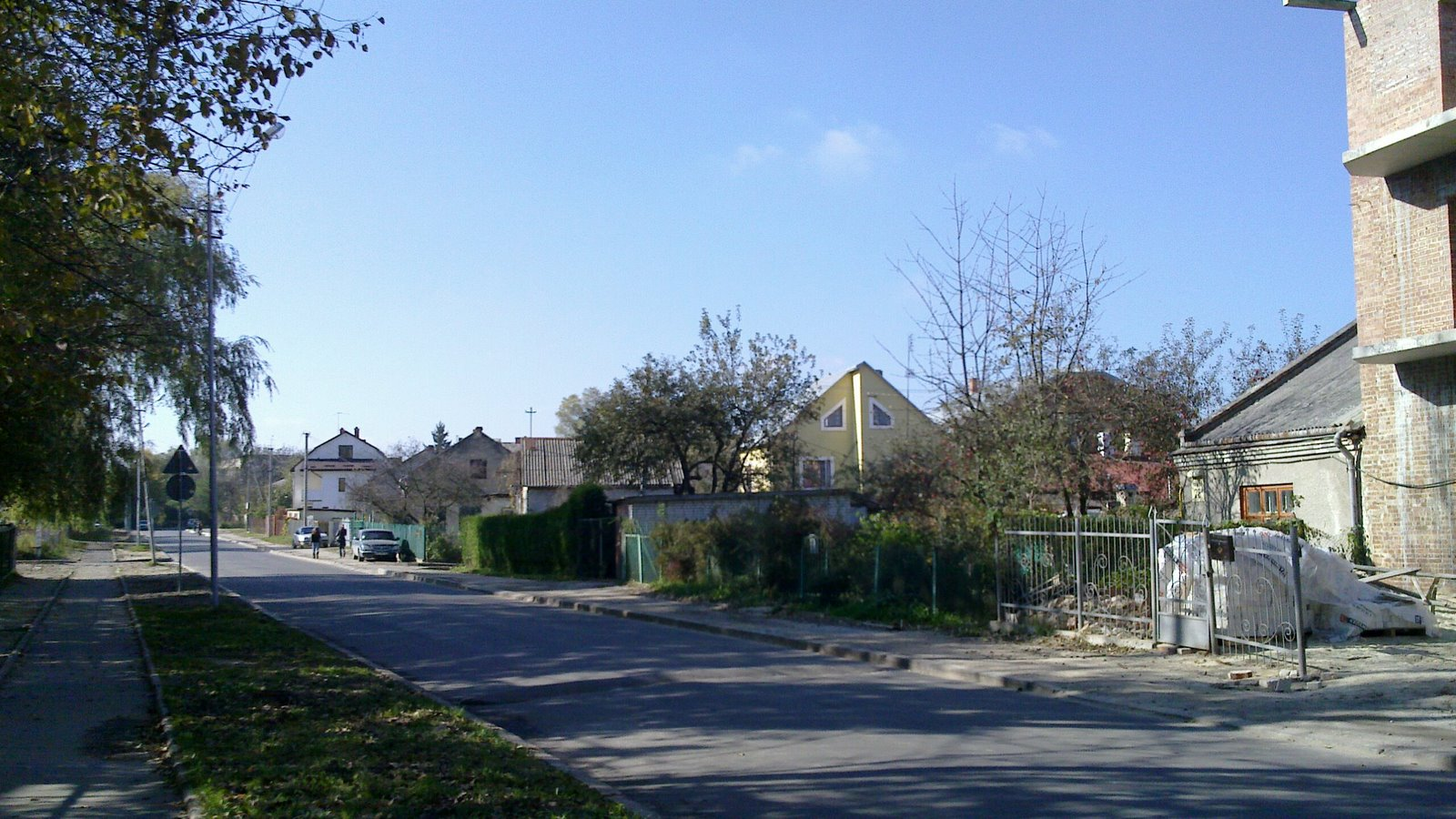
Syhniwka
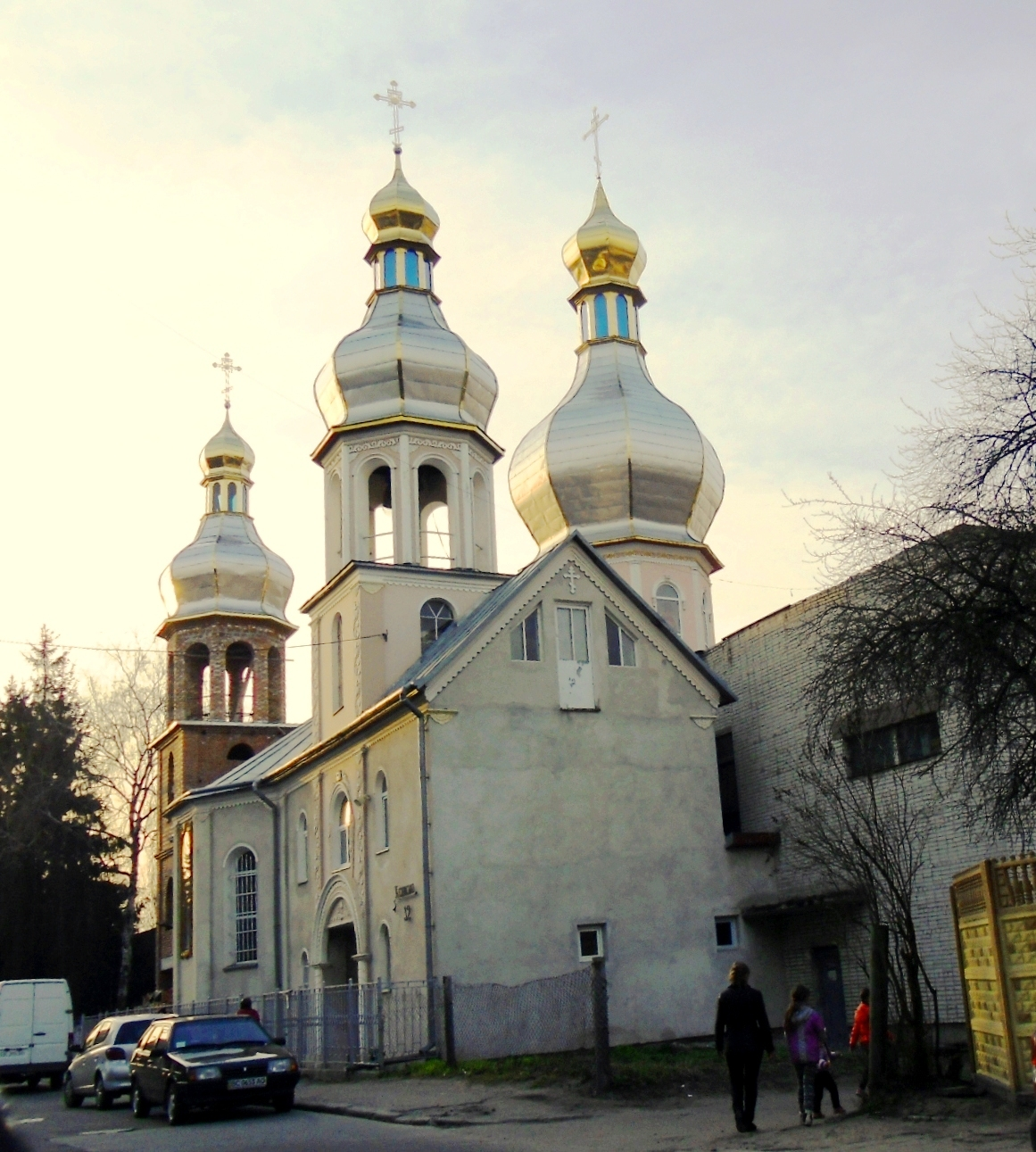
Ehemalige römisch-katholische Kirche (1850)
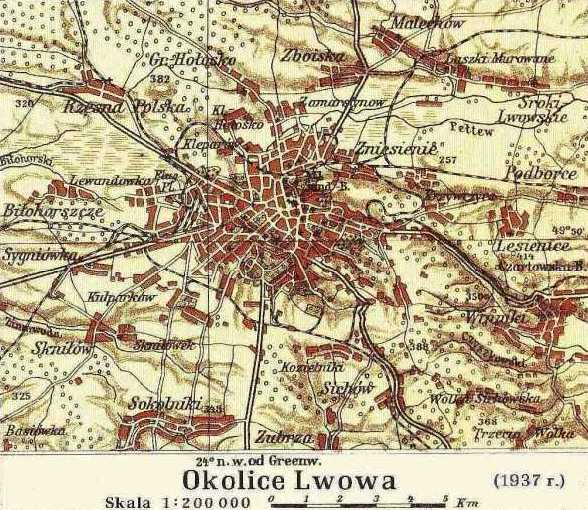
Karte mit der Umgebung Lembergs von 1937